# Wilduhr

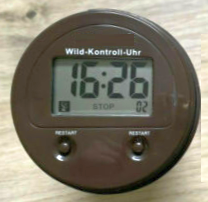
Wilduhr mit Digitalanzeige

Eine Wilduhr ist eine in der Jagd gebräuchliche Uhr, die der Beobachtung der Gewohnheiten des Wildes dient.

## Beschreibung
Es gibt verschiedene Ausführungen mit Aufziehwerk oder Batteriebetrieb. Modernere Wilduhren sind mit Funkuhrwerken ausgestattet. Sie werden zusammen mit einem tritt- und beißfesten sowie wasserdichten Gehäuse, meist mit stabilem, abschraubbarem Deckel, eingesetzt. Die derzeit komfortabelste Variante der Wilduhren ist auf Mobiltelefone aufgebaut. Ausgelöst durch Erschütterung oder Bewegung wird eine vorprogrammierte Rufnummer gewählt und somit eine indirekte Kontrolle des Wildes ermöglicht.

## Funktionsweise
Entscheidend ist, dass die Uhr gewollt stehenbleibt bzw. die Momentzeit speichert, sobald die Neigung um einen gewissen Winkelbetrag überschritten wird (meist 45°). Sie dient dem Zweck, die Gewohnheit des Wildes zu ermitteln, zu welchen Tages- oder Nachtzeiten bestimmte Kirrungen, Suhlen, Wechsel sowie andere für die Beobachtung, Hege und Jagd bedeutenden Orte aufsuchen.
Zur Anwendung wird die Wilduhr mit dem am unteren Ende leicht zugespitzten Gehäuse an dem Beobachtungsort so fest in den Boden gesteckt, dass sie bei leichter Berührung, nicht jedoch durch den ersten Windzug, umfällt. Stößt das Wild bei der Nahrungsaufnahme oder beim Passieren gegen die Uhr, so wird die Zeit festgehalten.

Wilduhren mit Federwerken laufen in der Regel weiter, sobald man die Uhr wieder aufrichtet, also wieder in die senkrechte Lage bringt. Für die nächste Messung muss die Uhrzeit neu eingestellt und das Werk gegebenenfalls neu aufgezogen werden. Batteriebetriebene Wilduhren müssen nach dem Ablesen und zur neuerlichen Anwendung zurückgesetzt werden. Dieses erfolgt durch Betätigen einer entsprechenden Taste oder, sofern eine solche nicht vorhanden ist, durch kurzzeitiges Entnehmen der Batterie. Bei der letzteren Variante ist es erforderlich, die Uhrzeit neu einzustellen, sofern die Uhr nicht über ein Funkwerk verfügt und so nach Empfang des Funksignals automatisch die Zeit neu einstellt.
Bei mehrfacher Anwendung an aufeinanderfolgenden Tagen kann man so die Gewohnheiten des Wildes studieren. Anhand moderner Wilduhren können die genauen Zeiten mit Datum ermittelt werden.

## Entwicklungsstand
Die günstige Preisentwicklung bei Wildkameras (auch Kamerafalle genannt) hat dazu geführt, dass Wilduhren ihre Bedeutung verloren haben. Der Vorteil der Kamerafallen ist, dass neben der Zeitangabe auch Informationen zum Verursacher, z. B. der betroffenen Tierart, geliefert werden.